# Ingeborg Taschner
Ingeborg Taschner (née le 26 mars 1930 à Munich et morte le 5 septembre 2002 dans la même ville) est une monteuse allemande.

## Biographie
Elle rejoint Bavaria Film en 1946 et est formée d'abord au montage sonore. Son premier travail dans ce domaine est le doublage du film américain La Valse dans l'ombre. Puis elle monte des documentaires.
À partir de 1958, elle monte de nombreux films de toutes sortes et après la fin de cette phase de carrière, elle recommence à monter des documentaires et des films éducatifs, par exemple pour les médecins urgentistes.
Elle est un temps mariée au monteur Herbert Taschner (1926–1994). Son fils est l'acteur et doubleur Kai Taschner (né en 1957).

## Filmographie
- 1958 : Les Diables verts de Monte Cassino
- 1958 : Mein Schatz ist aus Tirol (de)
- 1959 : L'Espionne rousse (de)
- 1959 : Bei der blonden Kathrein (de)
- 1960 : Die zornigen jungen Männer
- 1961 : Die Sendung der Lysistrata (TV)
- 1961 : Schön ist die Liebe am Königssee (de)
- 1961 : Isola Bella (de)
- 1962 : Der verkaufte Großvater (de)
- 1962 : Muß i denn zum Städtele hinaus (de)
- 1962 : Bataille de polochons
- 1962 : Ein Münchner im Himmel
- 1963 : Venusberg
- 1963 : Ferien vom Ich (de)
- 1964 : Tonio Kröger
- 1965 : Wälsungenblut (de)
- 1965 : Tante Frieda – Neue Lausbubengeschichten (de)
- 1966 : Ich suche einen Mann (de)
- 1966 : Grieche sucht Griechin (de)
- 1967 : Les Diamants d'Anvers
- 1967 : Sibérie, terre de violence
- 1968 : Die Ente klingelt um ½ 8 (de)
- 1968 : Komm nur, mein liebstes Vögelein (de)
- 1971 : Jeunes filles chez le gynécologue (de)
- 1971 : Rapport sur la vie sexuelle de la ménagère (Hausfrauen-Report) d'Eberhard Schröder
- 1971 : J'ai avorté, monsieur le Procureur
- 1971 : Schüler-Report (de)
- 1972 : Le Château
- 1973 : Alle Menschen werden Brüder (de)
- 1973 : Matratzen-Tango (de)
- 1973 : Château de Saint-Hubert
- 1974 : Drei Männer im Schnee
- 1974 : Un poing… c'est tout!
- 1974 : Wer stirbt schon gerne unter Palmen
- 1974 : Seul le vent connaît la réponse
- 1975 : Verbrechen nach Schulschluß (de)
- 1975 : Le Roi de l'edelweiss
- 1975 : Das Netz (de)
- 1976 : Anita Drögemöller und die Ruhe an der Ruhr (de)
- 1976 : Das Schweigen im Walde (de)
- 1977 : Waldrausch (de)
- 1978 : Le Triangle de Vénus (de)
- 1980 : Maria – Nur die Nacht war Zeuge (de)
- 1983 : La Cage aux filles (de)